# Vũ Công Toàn
Vũ Công Toàn (sinh năm 1959) là Thiếu tướng Quân đội nhân dân Việt Nam, từng giữ các chức vụ: Phó Chính ủy Trường Sĩ quan Chính trị, Phó Chính ủy Quân đoàn 3, Phó Cục trưởng Cục Tuyên huấn, Phó Chánh Văn phòng Tổng cục Chính trị, Chánh Văn phòng Tổng cục Chính trị

## Thân thế và sự nghiệp
Trước đó, ông từng giữ chức Phó Chính ủy Trường Sĩ quan Chính trị
Tháng 8 năm 2011, bổ nhiệm giữ chức Phó Chính ủy Quân đoàn 3
Năm 2012, bổ nhiệm giữ chức Phó Cục trưởng Cục Tuyên huấn
Năm 2014, bổ nhiệm giữ chức Phó Chánh Văn phòng Tổng cục Chính trị
Tháng 1 năm 2015, bổ nhiệm giữ chức Chánh Văn phòng Tổng cục Chính trị
Năm 2016, bổ nhiệm giữ chức Phó Chính ủy Học viện Chính trị
Năm 2019, ông nghỉ hưu.
Thiếu tướng (2013)